# Richard Ludwig Venus
Richard Ludwig Venus (* 22. Februar 1835 in Apolda; † 13. November 1873 ebenda) war ein deutscher Jurist und Politiker.

## Leben
Als Sohn eines Justizrats geboren, studierte Venus nach dem Besuch des Gymnasiums in Apolda Rechtswissenschaften in Jena. Während seines Studiums wurde er 1864 Mitglied der Burschenschaft Teutonia Jena. Nach seiner Promotion zum Dr. iur. wurde er Auditor in Großrudestedt. Nach Stationen in Eisenach und Weißensee wurde er 1863 bei der Generalablösungskommission in Weimar angestellt und wurde dann 1865 Spezialkommissar in Eisenach. 1867 folgte die Ernennung zum Justiz- und Ökonomiekommissar. 1867 war er Abgeordneter im Landtag von Sachsen-Weimar-Eisenach. 1873 wurde er Bezirkskommissar.